# Рајмен
Рајмен је франшиза платформа за видео игре коју је објавио Убисофт. Од изласка оригиналног Рајмен, замишљен Мишел Енсл 1995. године, серија је произвео укупно 45 игара на више платформи. Серија је смештена у фантастичан, магичан свет који одликује широк спектар окружења која се врло често заснивају на одређеним темама, као што је „Ирејзер Плејнс“, предео у потпуности направљен од прибора. Основне игре серије су платформе, али постоји неколико издвојених наслова у другим жанровима. Главни јунак је истоимени Рајмен, магично биће познато по храбрости и одлучности које уз помоћ својих пријатеља мора спасити свој свет од разних зликоваца.

## Рајмен (лик)
Рајмен је главни протагониста серије. Нема руке, ноге или врат, иако има руке, стопала и главу које се могу кретати независно од његовог тела. Због недостатка руке, Рајмен је у стању да својим далеким ударцима удара песнице по непријатељима, ау неким играма чак може и да пројектује лоптице енергије из својих руку. У стању је да клизи вртећи косу попут оштрице хеликоптера. Обично се налази у белим рукавицама, црвеном марамом на љубичастом телу и белом прстену на грудима (марама је у каснијим уносима замењена капуљачом) и жутим тренеркама (опет мало измењеним у каснијим играма). У видео играма изражавају Давид Гесман, Стив Перкинсон и Даглас Ранд и Били Весту анимираној серији. Добитник је награде за најбољег новог лика 1995. године од стране Electronic Gaming Montli.